# AVIF
AV1 Image File Format (AVIF) (/əˈviːf/) — это спецификация формата файла изображения для хранения изображений или последовательностей изображений, сжатых с помощью AV1, в формате контейнера AVIF. Он конкурирует с HEIC, который использует тот же формат контейнера, что и ISOBMFF, но HEVC для сжатия. Версия 1.0.0 спецификации AVIF была завершена в феврале 2019 года.
В ряде тестов, проведённых Netflix в 2020 году, AVIF показал лучшую эффективность сжатия, чем JPEG, а также лучшее сохранение деталей, меньше блочных артефактов и меньшее растекание цвета вокруг резких краев в композициях из естественных изображений, текста и графики.

## Особенности
AVIF поддерживает такие функции, как:
- Множество цветовых пространств, а именно:
  - HDR с функциями квантования изображения[англ.] либо HLG, основные цвета BT.2020[англ.] и цветовое пространство BT.2100;
  - SDR[англ.] с использованием стандарта sRGB / BT.709 либо WCG[англ.];
  - Цветовое пространство использующее CICP[англ.] (ITU-T H.273 и ISO/IEC 23091-2) либо ICC-профили[2];
- Сжатие без потерь и сжатие с потерями;
- 8, 10, 12-битная глубина цвета[2];
- Поддержка альфа-канала;
- 4:2:0, 4:2:2, 4:4:4 цветовая субдискретизация;
- Алгоритм моделирования и синтеза зернистости плёнки[3].

## Поддержка
14 декабря 2018 года Netflix опубликовал первые образцы изображений в формате .avif. В ноябре 2020 года были опубликованы образцы изображений в формате HDR с функциями квантования изображения и основными цветами BT.2020.
Программное обеспечение
- Веб-браузеры
  - В августе 2020 года был выпущен Google Chrome версии 85 с полной поддержкой AVIF[6]. В Google Chrome версии 89 для Android добавлена поддержка AVIF[7].
  - В октябре 2021 года был выпущен Mozilla Firefox версии 93 с поддержкой AVIF по умолчанию[8]. Планировалось включить поддержку AVIF по умолчанию в Firefox версии 86, но это изменение было отменено за день до выпуска.[9][10] Поддержка включается вручную через экспериментальные настройки в Firefox[11].
  - Webkit поддерживает AVIF начиная с версии 17[12]. Как следствие, Safari имеет полную поддержку формата.
- Средства просмотра изображений
  - XnView
  - gThumb
  - ImageMagick[13]
  - ImageGlass
  - Поддержка чтения AVIF присутствует в IrfanView[14]
  - Imagine[15].
- Медиапроигрыватель
  - VLC читает файлы AVIF, начиная с версии 4, которая все еще находится в разработке[16].
- Редакторы изображений
  - Paint.net добавила поддержку открытия файлов AVIF в сентябре 2019 года[17] и возможность сохранять изображения в формате AVIF в обновлении от августа 2020 года[18].
  - Преобразование формата Colorist и Darktable с изображениями в формате RAW поддерживаются и представлены в эталонных реализациях libavif.
  - Была разработана реализация плагина GIMP, поддерживающая API плагинов 3.x и 2.10.x. Импорт и экспорт собственного AVIF был добавлен в GIMP в октябре 2020 года[19].
  - Krita 5.0, выпущенная 23 декабря 2021 года, добавила поддержку AVIF. Поддержка также включает изображения Rec. 2100 HDR AVIF[20][21].
  - Adobe Lightroom Classic — редактор растровой графики и «проявки» RAW-снимков[22]
- Библиотеки изображений
  - libavif — портативная библиотека для кодирования и декодирования файлов AVIF.
  - libheif — декодер и кодировщик ISO/IEC 23008-12:2017 HEIF и AVIF.
  - SAIL — независимая от формата библиотека с поддержкой AVIF, реализованная поверх libavif.

Операционные системы
- Microsoft объявила о поддержке предварительной версии Windows 10 «19H1», включая поддержку в Проводнике, Paint и нескольких API, а также образцы изображений.
- В Android 12, выпущенном 4 октября 2021 г., добавлена встроенная поддержка AVIF, хотя он не будет форматом изображения по умолчанию для приложения камеры[23]. [ограничен максимальным размером изображения 9 MP]
- AVIF широко поддерживается в дистрибутивах Linux. С выпуском libavif 0.8.0 в июле 2020 года, в который добавлен плагин GdkPixbuf, поддержка AVIF присутствует в большинстве приложений GNOME/GTK[24]. KDE Frameworks[англ.] добавили поддержку AVIF в библиотеку «KImageFormats» в январе 2021 года, что позволило большинству приложений KDE/Qt поддерживать просмотр и сохранение изображений AVIF[25].

Веб-сайты
- 14 февраля 2020 г. Netflix опубликовал статью в блоге с объективными измерениями качества изображения и эффективности сжатия AVIF по сравнению с JPEG[1].
- Cloudflare объявила о поддержке AVIF в своем блоге 3 октября 2020 года[26].
- Vimeo объявила о поддержке AVIF в своем блоге 3 июня 2021 года[27].

Языки программирования
- PHP начиная с версии 8.1 включает поддержку AVIF в своем расширении GD.[28]

Прочее
- Exiftool[англ.] поддерживает формат AVIF для чтения и записи EXIF, начиная с версии 11.79.